# Opisthoxia amphisaria
Opisthoxia amphisaria là một loài bướm đêm trong họ Geometridae.